# التوأم الوحيد
التوأم البلا شقيق أو التوأم الوحيد هو الشخص الذي مات توأمه. ويتحد التوائم البلا أشقاء حول العالم من خلال المنظمات والمجموعات على الإنترنت لتبادل الدعم ومشاركة حالاتهم وأوضاعهم كتوائم بلا أشقاء.
كما يمكن أيضًا للتوائم الثلاثية والرباعية وغيرهم من التوائم ذات العدد المضاعف تجربة هذا النوع من الخسارة.

## التوائم البلا أشقاء البارزة
- جوناثان بلوم، لاعب الهوكي الأمريكي، الذي ماتت شقيقته التوأم، أشلي، في حريق في المنزل.
- فيليب ديك، مؤلف الخيال العلمي الأمريكي الذي توفيت شقيقته التوأم، جين، عندما كان التوأم في عمر خمسة أسابيع. ويقال إن فقدان توأمه قد أثر تأثيرا عميقا في كتاباته.[3]
- دولا، مغني الراب الأمريكي، توفي التوأم الشقيق أثناء الولادة.
- توم جاليكسون، لاعب التنس الأمريكي وشقيق توأم متطابق لـتيم حاليكسون، الذي توفي بسرطان الدماغ عام 1996.
- توفي توأم ديفيد جايسون الشقيق، الممثل البريطاني، أثناء الولادة.
- مارلون جاكسون، عضو سابق في مجموعة جاكسون للأعضاء الخمسة (اخوه التوأم براندون جاكسون كان قد ولد ميتا). نتيجة للولادة، ولد مارلون قبل بضعة أسابيع سابقًا لأوانه، لكنه نجا.
- ياروسلاف كاتشينسكي، رئيس وزراء بولندا الأسبق، والأخ التوأم المتطابق للرئيس البولندي السابق ليخ كاتشينسكي، الذي توفي في حادث تحطم الطائرة البولندية Tu-154 عام 2010.[4]
- توفى توأم جاي كاي، المغني البريطاني والمغني الرئيسي لفرقة موسيقى الجاز «جاميروكواي،» بعد دقائق من ولادته.[5]
- ليبراتس، عازف البيانو المدرَّز كلاسيكيًا والممثل الكوميدي المعروف بأزيائه المتقنة (كان من المعروف عن الفنان أنه نصح الشاب إلفيس فيما يتعلق بكونه توأم بلا شقيق رغبته في «(العيش لشخصين»).
- هيذر أورورك، طفلة ممثلة (أجٌهضت شقيقتها التوأم).
- تشاك بانوزو، عضو ستيكس. توفي شقيقه التوأم وزميله جون بانوزو إثر تليف في الكبد في عام 1996.[6][7][8][9]
- إلفيس بريسلي، رائد موسيقى الروك (الأخ التوأم جيسي غارون بريسلي كان قد ولد ميتا).[10] وكثيرا ما تحدث إلفيس مع الأصدقاء وفي المقابلات حول الشعور بأن جزءًا كبيرًا منه كان مفقودًابرحيل جيسي. اسم إلفيس الأوسط عند الولادة، آرون، تم تهجئته ليتطابق مع الاسم الأوسط المعين لجيسي لجارون. ولكن، عندما كبر إلفيس، أعرب لأبيه عن رغبته في كتابتها بطريقة تقليدية، «آرون»؛ أمنية منحه اياها والده على قبر ألفيس في جريسلاند.
- ميكولوس رادنو، شاعر هنغاري مات شقيقه التوأم مع والدتهما أثناء الولادة.
- سبيمان شازام كونر، عضو في اتش تاون. قٌتل شقيقه التوأم وزميله في السباق كفين «دينو» كونر في حادث سيارة في عام 2003.[11]
- ماري روكفلر مورغان، أخصائية نفسية ذات رخصة ومؤلفة، ابنة عائلة روكفلر القاطنة في نيويورك. اختفى توأمها الشقيق مايكل قٌباله ساحل بابوا نيو جينيا في عام 1961.